# Takao (1930)
Le Takao (高雄), construit de 1927 à 1932, a été la première unité de sa classe, la quatrième classe de croiseurs lourds mise en service par la Marine impériale japonaise. Avec un déplacement standard officiel (mais sous-évalué) de 9 850 tonnes, il associait une artillerie puissante, une protection satisfaisante et une grande vitesse. Comme ses trois sister-ships, il prit une part active aux opérations de la guerre du Pacifique. Mis hors de combat fin octobre 1944, il a fini sabordé par la Royal Navy, après la capitulation japonaise.

## Arrière-plan, conception et caractéristiques
Conçue dans le cadre du Programme de Renforcement de 1927, la quatrième classe de croiseurs lourds japonais a incorporé, sur des coques ayant des dimensions très proches de celles de la classe Myōkō, un certain nombre d'améliorations voulues par le haut-commandement naval japonais, qui ne devaient pas officiellement conduire à outrepasser les stipulations du traité de Washington de 1922, notamment le déplacement maximal autorisé de 10 000 tonnes.
Mis sur cale le 28 avril 1927 à l'arsenal de Yokosuka, lancé le 12 mai 1930, le Takao,  reçut ainsi dès l'origine, dix canons de 203 mm 2GÔ (Mark II) lançant un obus plus lourd que celui des canons de 200 mm, dont étaient alors équipées les trois précédentes classes de croiseurs japonais. La disposition des tourelles était la même que sur la classe Myōkō, mais dans de nouvelles tourelles dites de type E. Inspirées des tourelles des croiseurs anglais de la classe County, avec une élévation maximale de 70°, elles étaient supposées avoir un usage anti-aérien, de sorte que l'artillerie secondaire a été réduite à quatre pièces simples de 120 mm, comme sur la classe Aoba. Le blindage de ceinture, incliné et intérieur au bordé comme sur la classe Myōkō, a été porté à 125 mm à hauteur des magasins de munitions, mais pour économiser  du poids, on a utilisé partiellement le soudage au lieu du rivetage. Ils ont aussi reçu dès l'origine, sur le pont supérieur, quatre plates-formes lance-torpilles orientables de 610 mm, mais uniquement doubles. Le bloc passerelle, massif, pour accueillir les équipements de direction de tir et de communications, était de forme pyramidale, pour réduire l'accroissement de poids dans les hauts, mais l'espace pour les passerelles s'en est trouvé réduit par rapport à la classe Myōkō,. Si la similitude des dimensions de coque et le léger accroissement de la puissance des machines permettait une vitesse maximale équivalente à celle de la classe Myōkō (35,6 nœuds avec 139 000 ch), le déplacement réel excédait la limite des traités.
Aussi, lorsque l'empire du Japon n'a plus été soumis aux stipulations du traité de Washington, le Takao et son sister-ship l'Atago ont été modernisés, en 1939-40, avec leur grand-mât déplacé vers l'arrière pour améliorer l'efficacité des antennes radio, leur massif central réaménagé, leur artillerie de 120 mm remplacée par quatre tourelles doubles de 127 mm type 89, leurs plates-formes lance-torpilles doubles remplacées par des plates-formes quadruples. Le maitre-bau a été porté de 18 m à 20,7 m, le déplacement accru de 2 000 tonnes et donc la vitesse maximale réduite à 34,25 nœuds.

## Service
Le Takao a fait partie de la 4e Division de Croiseurs, qui rassemblait les bâtiments de sa classe. Il a été commandé notamment par les capitaines de vaisseau Chūichi Nagumo en 1933-34, et Takeo Takagi en 1936-37.

### Au cours de l'attaque générale japonaise de décembre 1941 à juin 1942
Lorsque débute la guerre du Pacifique, le Commandant-en-Chef de la 2e Flotte, le vice-amiral Kondō exerce également le commandement de la 4e Division de croiseurs, dont fait partie le Takao qui va ainsi participer aux débarquements en Malaisie  et au nord des Philippines, dans le golfe de Lingayen, au nord de Luçon, en décembre 1941. Le Takao va ensuite gagner les Palaus, en janvier 1942, puis les Célèbes, pour assurer la couverture éloignée du bombardement de Port-Darwin par les porte-avions du vice-amiral Chūichi Nagumo, le 19 février, puis celle de l'occupation d'Ambon. Fin février, il participe à l'attaque du trafic allié quittant Java, et coule à cette occasion de petits bâtiments  (USS Pillsbury (en), HMAS Yarra (en)) du Commandement Américain-Britannique-Hollandais-Australien (l'ABDACOM).
Après le raid sur Tokyo, ll'Atago, le Takao et le Maya, ont été lancés en vain à la recherche de l'escadre américaine qui l'avait mené, la Task Force 16, qui était commandée par le vice-amiral Halsey. Puis le Maya et le Takao ont fait partie des forces qui sont allées, sous le commandement du vice-amiral Hosogaya attaquer les îles Aléoutiennes, au moment de la bataille de Midway, et qui ont occupé les îles de Kiska et Attu, en juin 1942.

### Devant Guadalcanal et en mer des Salomon
Après que les Américains ont débarqué à Guadalcanal et Florida (Opération Watchtower), le 7 août 1942, la 2e Flotte du vice-amiral Kondō, dont faisait toujours partie le Takao, est arrivée à Truk, pour assurer avec les porte-avions de la 3e Flotte du vice-amiral Nagumo, la couverture éloignée des forces japonaises qui s'efforçaient de chasser les U.S. Marines de Guadalcanal (Opération Ka).

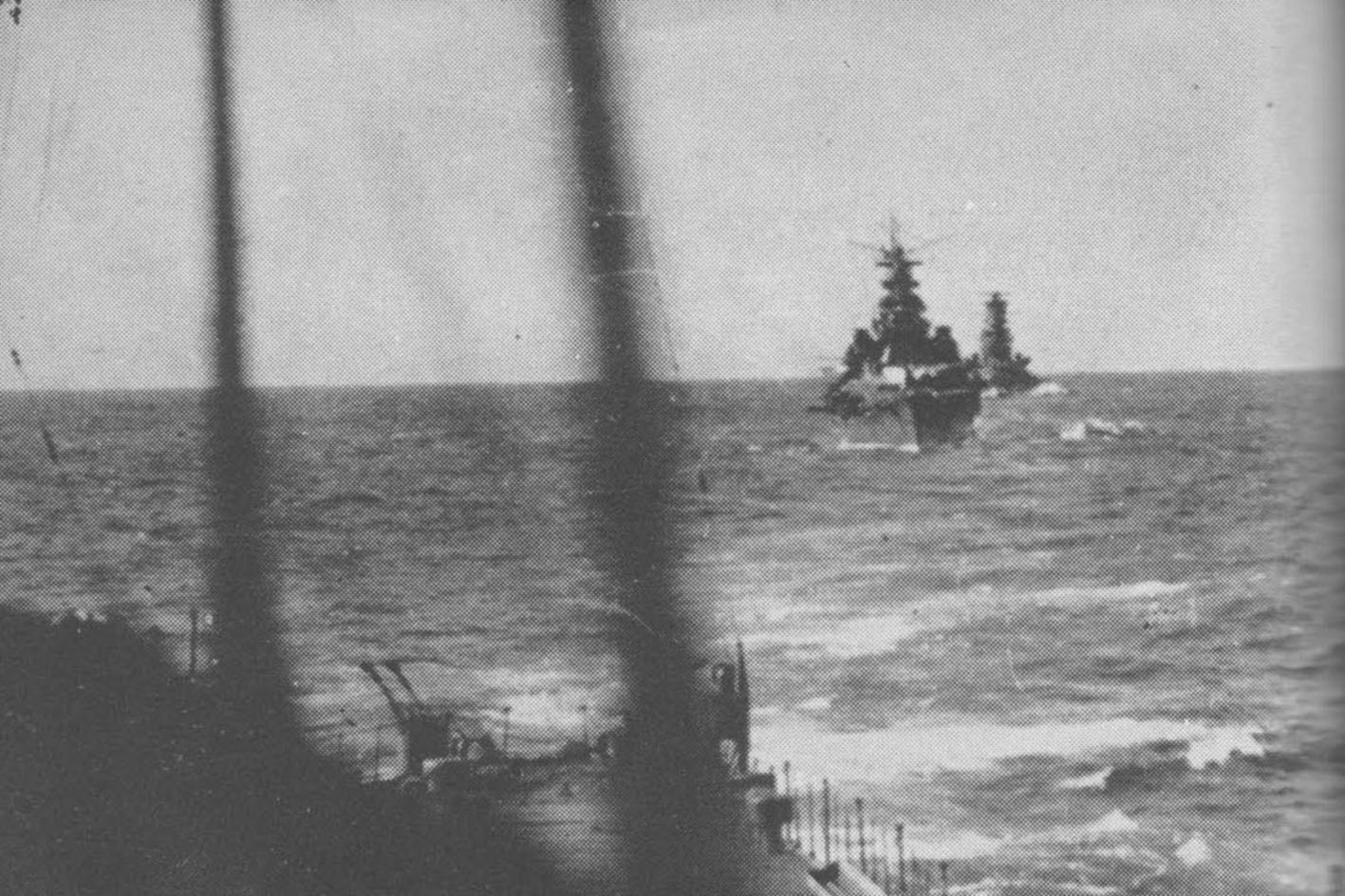
Le croiseur lourd Takao et le cuirassé Kirishima, en route pour Guadalcanal, le 14 novembre 1942 (photo prise du croiseur Atago, navire amiral).

Le Takao a ainsi participé aux batailles des Salomon orientales à la fin août, et des îles Santa Cruz, à la fin octobre. Mais ce sont les croiseurs rattachés à la 8e Flotte du vice-amiral Mikawa et les cuirassés rapides du vice-amiral Kurita et du contre-amiral Abe qui ont mené (ou tenté de mener) les principaux bombardements navals contre le terrain d'aviation d'Henderson Field, début août, à la mi-octobre et à la mi-novembre. Mais après la première bataille navale de Guadalcanal, le vice-amiral Kondō, qui avait reçu de l'amiral Yamamoto, Commandant-en-Chef de la Flotte Combinée, l'ordre de retourner bombarder Henderson Field, a, cette fois, choisi d'engager les croiseurs lourds Atago, sur lequel il avait sa marque, et Takao, en soutien du cuirassé rapide Kirishima. Dans la nuit du 14 au 15 novembre, les deux croiseurs ont malmené le cuirassé moderne américain USS South Dakota, mais le cuirassé USS Washington, qui n'avait pas été repéré par les Japonais, a désemparé en quelques minutes, et envoyé par le fond le Kirishima. Il n'y a plus eu ensuite de participation des croiseurs lourds japonais, en première ligne, au large de Guadalcanal.
Pendant les opérations en mer des Salomon en 1943, les croiseurs lourds japonais ont eu peu d'activités, mais la Défense Contre-Avions du Takao a été renforcée de deux affûts triples  de 25 mm Type 96 automatiques anti-aériens. Mais après la bataille de la baie de l'Impératrice Augusta, le 2 novembre, où deux croiseurs lourds de la classe Myōkō ont été tenus en échec par une Task Force comptant plusieurs grands croiseurs légers, sept croiseurs lourds, les quatre de la classe Takao, et les Suzuya, Mogami et Chikuma ont été dépêchés de Truk à Rabaul pour intervenir à Bougainville. L'amiral Halsey a alors lancé, malgré les formidables défenses de Rabaul des raids de l'aviation embarquée, dont le premier, le 5 novembre, de 97 avions depuis les USS Saratoga et Princeton du Task Group 50.4 du contre-amiral Sherman, a endommagé les Takao, Atago et Maya ainsi que le Mogami.

### Dans le Pacifique central et en route pour le golfe de Leyte
Le Takao, a été réparé à l'arsenal de Yokosuka, où il a reçu également huit affûts simples de 25mm AA Type 96 supplémentaires et un radar de veille surface type 22. En route début février pour regagner Truk, il est dérouté pour aller accompagner le porte-avions d'escorte Un'yō torpillé par un sous-marin américain, dans le Pacifique central. Il échappe ainsi au bombardement de Truk (Opération Hailstone) des 17-18 février 1944, et gagne directement les Palaos. Il est finalement basé au mouillage des îles Lingga au sud de Singapour, puis à Tawi-Tawi, en mer de Sulu, à l'extrémité sud-ouest des Philippines.

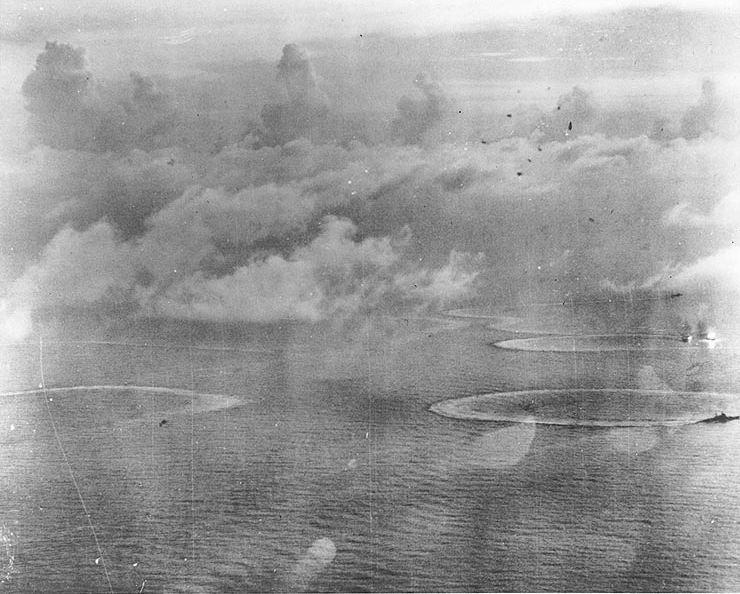
Le 20 juin 1944 dans l'après-midi, un croiseur lourd japonais de la 4e Division (le Maya ou le Chokai) essaie d'échapper aux attaques de l'aviation de l'USS Bunker Hill (CV-17).

Le vice-amiral Kurita a succédé, en août 1943, à l'amiral Kondō, à la tête de la 2e Flotte, et a assumé également le commandement de la 4e Division de Croiseurs. Le Takao s'est donc retrouvé dans la “Force d'avant-garde”, aux ordres du vice-amiral Kurita, constituée de trois porte-avions légers, quatre cuirassés, dont les deux cuirassés géants de la classe Yamato, de sept autres croiseurs lourds, un croiseur léger et sept destroyers, au sein de la 1re Flotte Mobile, dont le Commandant-en-Chef était le vice-amiral Ozawa. C'est dans cette formation qu'il a participé à la bataille de la mer des Philippines.
Rentré au Japon, le Takao a eu sa Défense Contre-Avions  portée à 60 tubes, avec quatre affûts triples et 22 affûts simples supplémentaires et a eu un radar de veille aérienne de Type 13 installé. Il a ensuite regagné le mouillage des îles Lingga.
Dans le cadre du Plan Sho-Go, qui a été mis en œuvre pour la défense de Philippines, la 4e Division de Croiseurs, restée aux ordres du vice-amiral Kurita, fait partie de la Force d'Attaque de Diversion no 1 qui doit aller attaquer les navires qui débarquent les troupes de VIe Armée américaine, dans le golfe de Leyte. Appareillant des îles Lingga le 18 octobre aux ordres du vice-amiral Kurita, la “Force Centrale”, comme la désigneront les Américains se ravitaille à Borneo, en baie de Brunei, et repart, le 22,  pour contourner Palawan par l'ouest, en route vers la mer de Sibuyan et le détroit de San-Bernardino. Mais dans la nuit du 22 au 23, deux sous-marins américains la repèrent et l'attaquent. Torpillé, l'Atago, navire amiral du vice-amiral Kurita est coulé ainsi que le Maya, et le Takao très gravement endommagé,. Il a pu cependant gagner Brunei puis Singapour, où il est resté stationnaire ne pouvant y être réparé.
Lorsqu'ils ont préparé une offensive sur Singapour, au début de l'été 1945, les Britanniques, craignant que le Takao soit utilisé comme batterie flottante, l'ont attaqué et endommagé avec des sous marins nains, le 31 juillet 1945. Après la capitulation japonaise, ayant pris le contrôle des deux croiseurs lourds japonais endommagés, immobilisés à Singapour, la Royal Navy a sabordé le Takao dans le détroit de Malacca, le 27 septembre 1946, en l'utilisant comme cible pour le croiseur HMS Newfoundland.

## Dans la culture populaire
Il apparait dans le film  Godzilla Minus One, sorti en 2023, où les États-Unis autorisent le Japon à mobiliser le Takao pour lutter contre Godzilla. Cependant, après quelques salves sur le kaijū, celui-ci le détruit grâce à son souffle atomique.